# Eckart Krause
Eckart Krause (* 13. November 1943 in Schwerin an der Warthe, Deutsches Reich, dem heutigen polnischen Skwierzyna) ist ein deutscher Historiker. Er beschäftigte sich in vielen Publikationen mit der Geschichte der Hamburger Universität besonders in der Zeit des Nationalsozialismus, und er war der Gründer der Hamburger Bibliothek für Universitätsgeschichte, der Vorläuferin der Arbeitsstelle für Universitätsgeschichte.

## Leben
Von 1963 bis 1970 studierte Krause die Fächer Geschichte, Englisch, Pädagogik und Philosophie für das Lehramt an Gymnasien an der Universität Hamburg. Er schloss sein Studium im Januar 1970 mit dem Ersten Staatsexamen für das Lehramt an Gymnasien ab. Ab 1970 war er als Wissenschaftlicher Mitarbeiter am Historischen Seminar der Universität Hamburg tätig, dann von 1971 bis 2003 als Planer des Fachbereichs Geschichtswissenschaft. »Die Planerstellen waren Teil der Umstrukturierung der seit dem Hamburger Universitätsgesetz vom Mai 1969 neu verfassten Universität, mit dem der Wechsel von der „Ordinarienuniversität“ zur Gruppenuniversität vollzogen worden war.[…] Eckart Krauses Tätigkeit aber war von Anfang an mehr als ein reiner „Verwaltungsjob“ – es ging darum, Universitätsstrukturen mitzugestalten, weniger hierarchische Umgangsformen zu pflegen und sich auch kritisch mit der eigenen Institution – und das hieß für ihn auch mit deren Geschichte – auseinanderzusetzen.« 2003 bis 2008 war er hauptamtlicher Leiter der Hamburger Bibliothek für Universitätsgeschichte, die er selbst in langjähriger Arbeit aufgebaut hatte, und der daraus entstandenen Arbeitsstelle für Universitätsgeschichte. Nach seinem Ausscheiden aus dem aktiven Beschäftigungsverhältnis arbeitet er weiter als ehrenamtlicher Mitarbeiter der Bibliothek.
Krause war aktiv tätig in der Gewerkschaft für Erziehung und Wissenschaft (GEW), in der er von 1976 bis 1979 einer der beiden Stellvertretenden Landesvorsitzenden war. Er engagierte sich in der Hochschulpolitik und war von 1974 bis zu dessen Auflösung im Jahr 2001 DGB-Vertreter im Hamburger Hochschulbeirat.
Seit 1970 ist Krause verheiratet mit Sabine, geb. Heinke. Das Ehepaar hat zwei Kinder, eine Tochter und einen Sohn.

## Wissenschaftliche Tätigkeit

### Universitätsgeschichte
1982 begann die Universität Hamburg auf Initiative ihres damaligen Vizepräsidenten Ludwig Huber mit der Erforschung und Aufarbeitung der Universitätsgeschichte im Nationalsozialismus.

„[…] Anfang der 1980er Jahre war ein solches Unternehmen für eine deutsche Universität ungewöhnlich und in dieser Intensität neu. Die Erforschung der Universitätsgeschichte im ‚Dritten Reich‘ stand noch am Anfang, und unter den wenigen einschlägigen Veröffentlichungen ragten jene Schriften hervor, die gerade als Gegenprojekte zu offiziellen Selbstdarstellungen erschienen waren. Auch an der Universität Hamburg war noch im Jahre 1969 eine kritische Auseinandersetzung mit der eigenen Geschichte tunlichst vermieden worden. […] Bei Eckart Krause, dem Koordinator des nahezu neun Jahre währenden Forschungsvorhabens, das 1991 in die Publikation des dreibändigen Werkes „Hochschulalltag im ‚Dritten Reich‘“ mündete, liefen organisatorisch wie inhaltlich alle Fäden zusammen. 56 Autorinnen und Autoren, in der großen Mehrheit Mitglieder der Universität Hamburg, wurden für fünfzig Beiträge gewonnen und repräsentierten mehr als zwei Dutzend Wissenschaftsdisziplinen.“

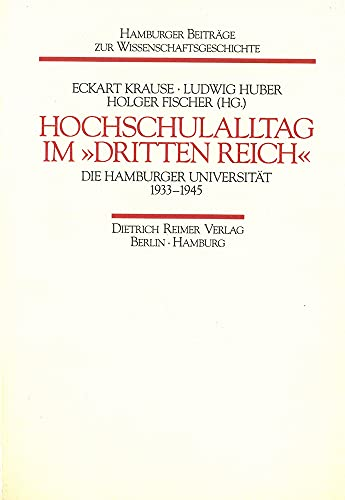
Buchcover des ersten Bandes von Hochschulalltag im „Dritten Reich“. Die Hamburger Universität 1933–1945. Hrsg. von Eckart Krause, Ludwig Huber und Holger Fischer

Das dreibändige Forschungswerk erzeugte ein großes Echo sowohl in der öffentlichen Presse als auch unter Geschichtswissenschaftlern. Drei Beispiele:

„Es ist ein Ehrentitel der Universität Hamburg, daß sie, spät zwar, aber nicht zu spät, sich ihres Versagens in jenen zwölf Jahren entsann und es nicht nur nicht verschwieg und verdrängte wie andere, stolz mit ihrem Alter und ihrer humanen Tradition prunkende Hochschulen, sondern ihre Schuld annahm: Verdienst vor allem des damaligen Präsidenten Peter Fischer-Appelt und des Herausgebers der gewichtigen dreibändigen Dokumentation und Chronik von Eckart Krause, Hochschulalltag im ‚Dritten Reich‘.“

“No five-hundred-word rview can do justice to a three-volume, fifteen-hundred-page book, but this definite history of the University of Hamburg under National Socialism certainly deserves such praise and appreciation. […] The scope of the book is immense: It includes fifty-three articles and fifteen appendixes that collectively covers all aspects of study, research, and life at a major German university under the fascist dictatorship. […] The appendixes are also impressive in scope and content, including lists of all institutes and top university administrators, scholars driven into exile, National Socialist functionaries at the university, and numbers of students.[…]The editors have taken great pain both to recruit critical authors and to ensure the support of the university and city officials. In particular, the contributors to this collective history were granted special access to the rich holdings of the Hamburg State Archives.”

„Einem dreibändigen Buch von fünfzehnhundert Seiten kann man nicht mit fünfhundert Worten gerecht werden, aber diese definitive Geschichte der Universität Hamburg im Nationalsozialismus verdient ein solches Lob und eine solche Würdigung durchaus. […]Der Umfang des Buches ist immens: Es umfasst dreiundfünfzig Artikel und fünfzehn Anhänge, die zusammengenommen alle Aspekte des Studiums, der Forschung und des Lebens an einer großen deutschen Universität während der faschistischen Diktatur abdecken. […] Beeindruckend in Umfang und Inhalt sind auch die Anhänge, die Listen aller Institute und der leitenden Universitätsmitarbeiter, der ins Exil getriebenen Wissenschaftler, der nationalsozialistischen Funktionäre an der Universität und einer Anzahl von Studierenden.[…] Die Herausgeber haben sich große Mühe gegeben, sowohl kritische Autoren zu gewinnen als auch die Unterstützung der Universität und der Stadtverwaltung zu sichern. Insbesondere wurde den Mitwirkenden an dieser Sammelgeschichte ein besonderer Zugang zu den reichen Beständen des Hamburger Staatsarchivs gewährt.“

“If more German universities carried out similar studies with similar access to the documents, then we would have, at last, the makings for a general history of universities during the Nazi era.”

„Wenn mehr deutsche Universitäten ähnliche Studien mit ähnlichem Zugang zu den Dokumenten durchführen würden, dann hätten wir endlich das Grundgerüst für eine allgemeine Geschichte der Universitäten während der NS-Zeit.“

### Gründung und Aufbau der Hamburger Bibliothek für Universitätsgeschichte
Im Rahmen seiner Arbeit an dem Werk „Hochschulalltag im ‚Dritten Reich‘“ entstand Krauses Sammlung von Schriften, die die Rolle der Universität in den Jahren 1933 bis 1945 betreffen. Im Laufe der Jahre baute er so eine zunächst private Bibliothek auf, die 1993 als „Hamburger Bibliothek für Universitätsgeschichte“ im Fachbereich Geschichtswissenschaft gegründet (mit Krause als nebenberuflichem Leiter) und die ab 2003 in den Status einer zentralen Einrichtung der Universität überführt wurde (mit Krause und später Rainer Nicolaysen als hauptamtliche Leiter). Zu diesem Zeitpunkt umfasste diese Bibliothek ca. 17.000 Bände und 600 Ordner Material. Enthalten war eine Flugblattsammlung von 15.000 Stücken aus den Jahren 1967 bis heute,

### Weitere Aktivitäten
1986 rief Krause die Schriftenreihe „Hamburger Beiträge zur Wissenschaftsgeschichte“ ins Leben und wurde ihr erster geschäftsführender Herausgeber; seine ersten Mitherausgeber waren der Erziehungswissenschaftler Gunter Otto und der Chemiker Wolfgang Walter. Inzwischen – im Februar 2022 – sind bereits 28 Bände dieser Reihe erschienen. Krause beschäftigte sich auch intensiv mit der Geschichte des Hauptgebäudes der Universität Hamburg und wirkte beratend mit an der Benennung der Hörsäle des Gebäudes durch Namen von Universitätsangehörigen, die während der NS-Zeit verfolgt worden waren: Ernst Cassirer, Agathe Lasch, Erwin Panofsky, Emil Artin und Magdalene Schoch.

„Auch die Benennung der beiden letzten – kleinen – Hörsäle nach dem Juristen Albrecht Mendelssohn Bartholdy und dem Sozialökonomen Eduard Heimann im Mai 2011 geht auf Begründungen Eckart Krauses zurück, dem allein damit ein gewichtiger Anteil an der Gedächtniskultur der Universität Hamburg zuzuschreiben ist.“

Im Rahmen seiner ehrenamtlichen Tätigkeit für die Hamburger Bibliothek für Universitätsgeschichte gibt Krause regelmäßig Einführungen in die Geschichte der Universität mit anschließender Campus-Führung für Studenten, Wissenschaftler und Gäste. Hierbei ist das während der NS-Zeit zerstörte jüdische Leben an diesem Ort stets ein begleitendes Thema.

## Ehrungen
Am 28. November 2008, anlässlich seiner Verabschiedung in den Ruhestand, erhielt Krause die Universitätsmedaille in Silber – die höchste Auszeichnung, die die Universität an Universitätsmitglieder vergibt. „Die Universität Hamburg würdigt damit seine herausragenden Verdienste beim Aufbau der Hamburger Bibliothek für Universitätsgeschichte.“ Sein Engagement für die Geschichtsaufarbeitung der Universität wurde 2008 durch die Verleihung des Max-Brauer-Preises der Alfred Toepfer Stiftung F.V.S. gewürdigt (zusammen mit Rainer Nicolaysen).
Am 29. April 2015 verlieh ihm die Fakultät für Geisteswissenschaften der Universität Hamburg die Ehrendoktorwürde:

„Seine Forschungstätigkeiten auf dem Gebiet der Geschichte der Universität Hamburg, insbesondere in der nationalsozialistischen Zeit, partiell Pionierleistungen, erweitern den Forschungsstand zum einen in der Universitäts- und Wissenschaftsgeschichte und zum anderen in der Hamburgischen Regionalgeschichte beträchtlich. Herr Krause hat mit seinen Arbeiten erfolgreich in die hamburgische Öffentlichkeit hineingewirkt und weit über die Stadt hinaus die nationale und internationale Wissenschaftsgeschichte beeinflusst. Besonders hervorhebenswert ist außerdem die Verbindung von historischer Forschung und Vermittlung historischen Wissens in die Öffentlichkeit hinein, die Herrn Krauses geschichtswissenschaftliches Wirken zu einem unschätzbaren Faktor für die Öffentlichkeitsarbeit der Universität Hamburg werden ließ.“

## Schriften (Auswahl)
Ein ausführliches Schriftenverzeichnis der Jahre 1977 bis 2013 findet sich in Anton F. Guhl, Malte Habscheidt und Alexandra Jaeger: Gelebte Universitätsgeschichte – Erträge jüngster Forschung. Eckart Krause zum 70. Geburtstag.

### Monographien und Aufsätze
- Eine Universität sucht ihre Geschichte. Ein ungewöhnliches Projekt und einige seiner Ergebnisse [Der Einleitung erster Teil]. In: Hochschulalltag im „Dritten Reich“. Die Hamburger Universität 1933–1945. 3 Teile. Hrsg. mit Ludwig Huber und Holger Fischer (= Hamburger Beiträge zur Wissenschaftsgeschichte, Band 3). Berlin/Hamburg 1991, Teil 1, S. xxi–xlix.
- Auch der unbequemen Wahrheit verpflichtet. Der lange Weg der Universität Hamburg zu ihrer Geschichte im „Dritten Reich“. In: Das Gedächtnis der Stadt. Hamburg im Umgang mit seiner nationalsozialistischen Vergangenheit. Hrsg. von Peter Reichel (= Schriftenreihe der Hamburgischen Kulturstiftung, Band 6). Hamburg 1997, S. 187–217.
- Gebäude – Institution – Ikone. Anmerkungen zu 85 Jahren Geschichte und Symbolik des Universitätsgebäudes. In: Jürgen Lüthje, Hans-Edmund Siemers (Hrsg.): Das Vorlesungsgebäude in Hamburg 1911–2004. Festschrift aus Anlass der Neugestaltung des Hauptgebäudes der Universität Hamburg. o. O. o. J. [Hamburg 2004], ISBN 3-00-014561-3, S. 32–47.
- Der Forschung, der Lehre, der Bildung. Facetten eines Jubiläums. Hundert Jahre Hauptgebäude der Universität Hamburg. In: Rainer Nicolaysen (Hrsg.): Das Hauptgebäude der Universität Hamburg als Gedächtnisort. Mit sieben Porträts in der NS-Zeit vertriebener Wissenschaftlerinnen und Wissenschaftler. Hamburg University Press, Verlag der Staats- und Universitätsbibliothek Hamburg Carl von Ossietzky, Hamburg 2011, ISBN 978-3-937816-84-5, doi:10.15460/HUP.112[17]

### Herausgeberschaften
- Hochschulalltag im „Dritten Reich“. Die Hamburger Universität 1933–1945. Hrsg. mit Ludwig Huber und Holger Fischer. 3 Teile (= Hamburger Beiträge zur Wissenschaftsgeschichte, Band 3). Berlin/Hamburg 1991, ISBN 978-3-496-00867-5.
- Hamburger Beiträge zur Wissenschaftsgeschichte, seit Band 1, 1986.[18]
- 100 Jahre Universität Hamburg. Studien zur Hamburger Universitäts- und Wissenschaftsgeschichte in vier Bänden.
  - Band 1: Allgemeine Aspekte und Entwicklungen. Hrsg. mit Rainer Nicolaysen und Gunnar B. Zimmermann, Wallstein, Göttingen 2020, ISBN 978-3-8353-3407-6.
  - Band 2: Geisteswissenschaften, Theologie, Psychologie. Wallstein, Göttingen 2021, ISBN 978-3-8353-3866-1.
  - Band 3: Erziehungswissenschaft, Sozialwissenschaften, Wirtschaftswissenschaften, Rechtswissenschaft. Wallstein, Göttingen 2022, ISBN 978-3-8353-3968-2.
  - Band 4: Mathematik, Informatik, Naturwissenschaften, Medizin. Wallstein, Göttingen 2024, ISBN 978-3-8353-5223-0.

### Artikel
- Erschreckend geräuschlose Gleichschaltung. In: Hamburger Lehrerzeitung. 37 (1984), H. 1, S. 27 f., 37 f.
- Verschwörung des Schweigens. Vom Umgang der Universitäten mit ihrer braunen Vergangenheit. In: Erziehung und Wissenschaft. 47 (1995), H. 4, S. 12 f.
- Bitte nicht mit Füßen treten! Zur Erinnerung an die Hamburger Weiße Rose. In: Peter Fischer-Appelt: Weiße Rose Hamburg. Drei Reden zum Widerstand im Nationalsozialismus. Mit einem Beitrag von Eckart Krause für die Hamburgische Wissenschaftliche Stiftung. Hrsg. von Ekkehard Nümann, Göttingen 2021, ISBN 978-3-8353-5118-9, S. 33–40.